# Полигональное моделирование

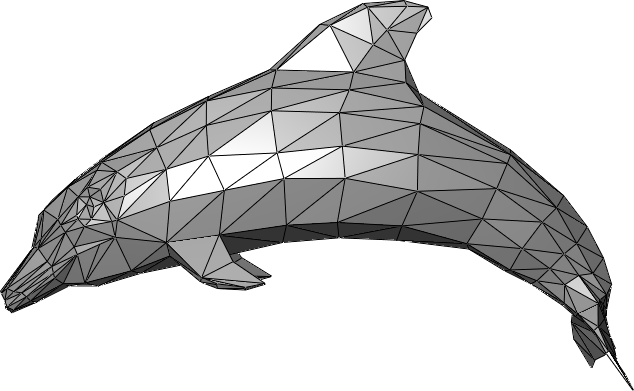
Пример полигональной сетки, изображающей дельфина.

Полигональное моделирование (англ. polygonal modeling) — это самая первая разновидность трёхмерного моделирования, которая появилась в те времена, когда для определения точек в трёхмерном пространстве приходилось вводить вручную с клавиатуры координаты (x, y, z). Три точки в трёхмерном пространстве, заданные в качестве вершин и соединенные рёбрами, всегда формируют плоский многоугольник (полигон) (иногда вырожденный, если все три точки находятся на одной прямой), которому можно также дополнительно задать цвет и текстуру. Соединение группы таких полигонов позволяет смоделировать поверхность практически любого объекта. Недостаток полигонального моделирования состоит в том, что все объекты должны состоять из крошечных плоских поверхностей, а полигоны должны иметь очень малый размер, иначе края объекта будут иметь огранённый вид. Это означает, что если для объекта на сцене предполагается увеличение, его необходимо моделировать с большим количеством полигонов (плотностью), даже несмотря на то, что большинство из них будут лишними при удалении от объекта.
Low-poly (от англ. low — «низко» и polygon) — трёхмерная модель с малым (минимальным) количеством полигонов. При этом их количества достаточно для визуального восприятия получаемого объекта. Широкое распространение низкополигональные модели имеют на мобильных платформах в игровой индустрии в связи с ограничением производительности. Иными словами, такие модели используются, когда в силу каких-либо обстоятельств не требуется высокой детализации.
Благодаря росту мощности процессоров и графических адаптеров, в графических программах наблюдается переход с полигонов на сплайны, и на данный момент[когда?] уже существуют программы, вообще не поддерживающие полигональное моделирование. Тем не менее, благодаря огромной популярности трёхмерных игр реального времени, полигональному моделированию было воздано по заслугам[кем?][как?], поэтому многофункциональные средства редактирования полигонов постепенно[уточнить] преобразовываются в инструменты для работы со сплайнами.